# Elena von Serbien

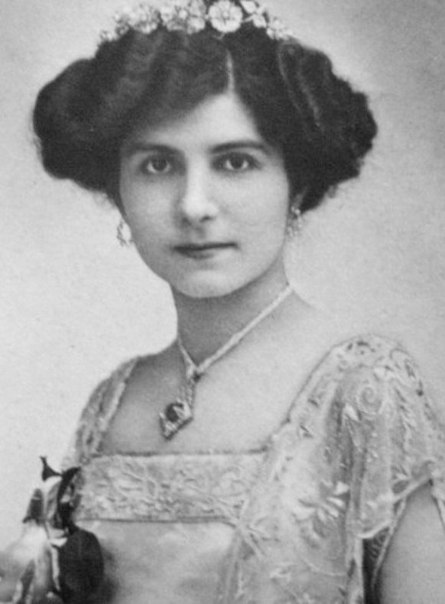
Elena von Serbien

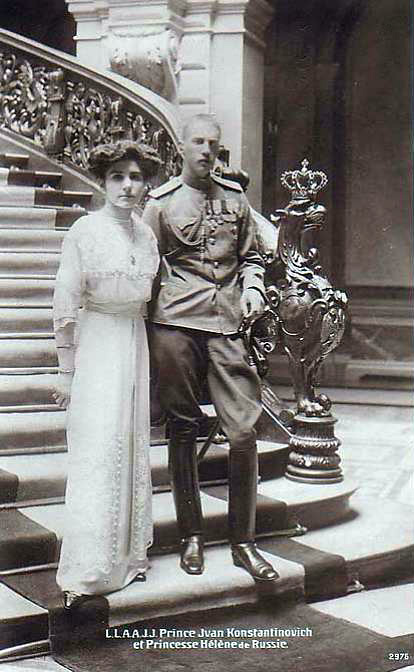
Kaiserlicher Prinz Iwan Konstantinowitsch Romanow zusammen mit seiner Frau Prinzessin Elena von Serbien, 1911

Prinzessin Elena Karađorđević von Serbien (* 4. November 1884 in Cetinje, Montenegro; † 16. Oktober 1962 in Nizza) war durch Heirat Großfürstin Jelena Petrowna und eine der Frauen, die den Wanderprediger Rasputin mit der russischen Zarin Alexandra Fjodorowna bekannt machten.

## Leben
Elena war die Tochter des Königs Peter I. von Jugoslawien (1844–1921) und Prinzessin Zorka Petrović-Njegoš von Montenegro (1864–1890), der ältesten Tochter König Nikola I. Petrović-Njegoš von Montenegro und Milena Vukotić, sowie Schwester des Kronprinzen Georg (1887–1972) und des späteren Königs Alexander I. Aufgrund des frühen Todes ihrer Mutter wurde sie größtenteils unter der Obhut ihrer Tanten Großfürstin Anastasia und Großfürstin Militza, sowie im Smolny-Institut in St. Petersburg erzogen. Sie war eine enge Freundin von Großfürstin Olga Nikolajewna Romanowa, der ältesten Tochter des Zaren. Bei einem Besuch in Italien bei ihrer Tante Königin Elena von Italien und deren Mann, König Viktor Emanuel III., lernte sie den Großfürsten Iwan Konstantinowitsch kennen und lieben. Elena studierte Medizin an der Universität von Sankt Petersburg, bis sie ihr erstes Kind zur Welt brachte (1914).
Am 21. August 1911 heiratete Prinzessin Elena Karađorđević von Serbien in Sankt Petersburg Großfürst Iwan Konstantinowitsch Romanow (1886–1918), den ältesten Sohn des Großfürsten Konstantin Konstantinowitsch Romanow und seiner Ehefrau Prinzessin Elisabeth von Sachsen-Altenburg (Elisabeth Moritzowna). Aus der Ehe gingen zwei Kinder, Wsewolod Iwanowitsch (1914–1973) und Jekaterina Iwanowna (1915–2007), hervor.
Im Februar 1917 wurde eine provisorische Regierung unter Fürst Lwow gebildet. Kurz darauf dankte Zar Nikolaus II. ab und die Bolschewiki unter Lenin und Trotzki ergriffen nach der Oktoberrevolution 1917 die Macht. Im März 1918 wurde Elenas Mann von den Bolschewiki nach Kirow und später Jekaterinburg und Alapajewsk verbannt, sie folgte ihrem Mann. Ihr Mann überredete sie, zurück zu den Kindern zu gehen, die in der Obhut ihrer Schwiegermutter weilten. Nach ihrer Abreise wurde er am 18. Juli zusammen mit Elisabeth von Hessen-Darmstadt, Konstantin Konstantinowitsch Romanow und Igor Konstantinowitsch Romanow in einem Bergwerksschacht in der Nähe von Alapajewsk von Tschekisten ermordet. Ihre Leichen wurden aus der Mine geborgen und Monate später auf einem orthodoxen Friedhof in Peking beigesetzt. Dieser wurde um 1945 zerstört.
Auf dem Weg zu ihren Kindern wurde Elena in Jekaterinburg von den Bolschewiki gefangen genommen. Im Oktober 1918 erhielten schwedische Diplomaten die Erlaubnis, Elenas Schwiegermutter, Großfürstin Elisabeth Moritzowna, mit ihren Enkeln und zwei ihrer Kinder, Georgi und Vera, an Bord des schwedischen Schiffs Angermanland zu nehmen. Elena blieb weiterhin in Haft, bis norwegische Diplomaten sie ausfindig machten und sie als Gefangene in den Kreml überführen ließen. 1919 erlaubte man ihr die Ausreise nach Schweden. Elena ließ sich später mit ihren Kindern in Nizza nieder und heiratete nie wieder.